# Сианорти
Сианорти (порт. Cianorte)  —  муниципалитет в Бразилии, входит в штат Парана. Составная часть мезорегиона Северо-запад штата Парана. Входит в экономико-статистический  микрорегион Сианорти. Население составляет 64 498 человек на 2007 год. Занимает площадь 811,666 км². Плотность населения — 79,4 чел./км².

## История
Город основан 26 июля 1953 года.

## Статистика
- Валовой внутренний продукт на 2004 год составляет 493 325 000,00 реалов (данные: Бразильский институт географии и статистики).
- Валовой внутренний продукт на душу населения на 2004 год составляет 8050,00 реалов (данные: Бразильский институт географии и статистики).
- Индекс развития человеческого потенциала на 2000 год составляет 0,818 (данные: Программа развития ООН).

## География
Климат местности: субтропический. В соответствии с классификацией Кёппена, климат относится к категории Cfa.